# Coenotephria diana
Coenotephria diana är en fjärilsart som beskrevs av Butler 1882. Coenotephria diana ingår i släktet Coenotephria och familjen mätare. Inga underarter finns listade i Catalogue of Life.